# Angoraziege

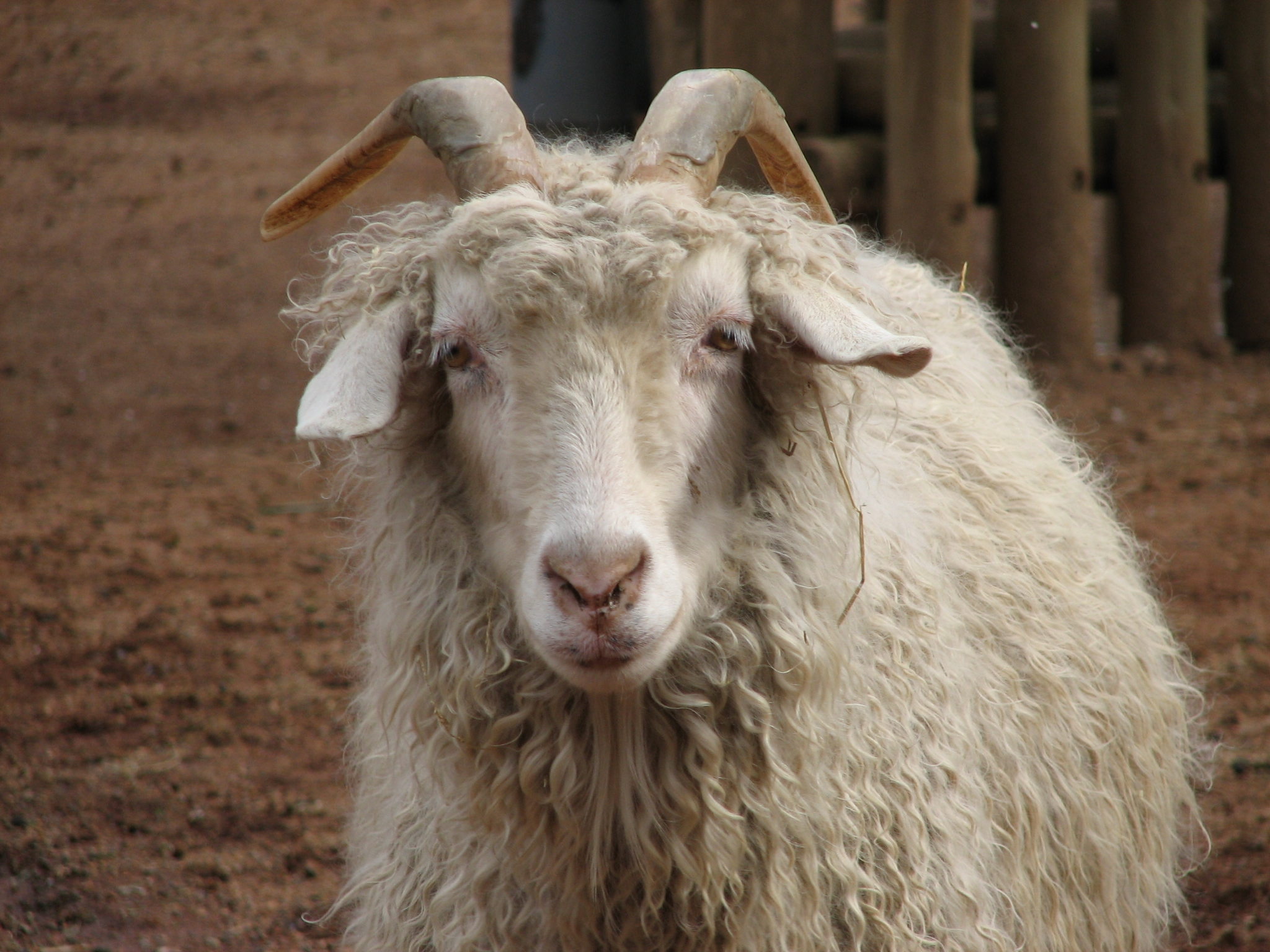
Angoraziege

Die Angoraziege (früher Kamelziege) ist eine Rasse der Hausziege und zählt zu den Wollziegenrassen. Die reinweiße Ziege hat langes, seidiges und lockig herabhängendes Haar. Im Gegensatz zum Schafwollhaar sind die Wollhaare der Angoraziege nicht gekräuselt. Der mittlere jährliche Wollertrag beträgt etwa 2,5 kg bei zweimaliger Schur und wird als Mohair für die Herstellung von Teppichen, Decken und Stoffen verwendet. Die Weltproduktion von Mohairwolle liegt bei 15.000 Tonnen.
Die Angoraziege war vor den Türken in Kleinasien nicht bekannt. Der genaue Ursprung der Angoraziegen ist unbekannt; so gibt es Thesen über einen vorbiblischen anatolischen Ursprung, jedoch ziehen die Wissenschaftler einen Import aus der zentralasiatischen Region in Betracht. Mit dem Einwandern von Nomaden aus Turkestan im 13. Jahrhundert oder durch Handel sei diese Rasse nach Anatolien gelangt und sei namensgebend im Raum Ankara, dem damaligen Angora, kultiviert worden. Nach einem kurzen Exportverbot des türkischen Sultans und dem Aufheben desselben im Jahre 1838 hätten die Erzeuger zur schnellen Nachfragebefriedigung lokale kurdische Ziegen eingekreuzt, was sich desaströs auf die Wollqualität ausgewirkt haben soll. Die nässeempfindlichen und daher für das mitteleuropäische Klima wenig geeigneten Ziegen wurden bereits 1838 nach Südafrika und wenige Jahre später nach Kalifornien exportiert. Bereits 1885 gab es in Kalifornien einen Bestand von 100.000 Angoraziegen.
Nach Deutschland wurden 1768 erstmals fünf Angoraziegen und zwei Böcke gebracht. Sie waren ein Geschenk des Fürstlich-Liechtensteinschen Intendanten Johann Wengand an Karl Theodor, Pfalzgraf bei Rhein, und kamen nach Dossenheim an der Bergstraße. Bis 1771 hatten sie sich auf neunzig Tiere, unter Beigabe weißer einheimischer Ziegen, vermehrt.
Der Schwede Ulmström brachte bereits 1742 die ersten Angoraziegen nach Schweden.